# 台阁牧站
台阁牧站位于中华人民共和国内蒙古自治区呼和浩特市土默特左旗台阁牧镇，邮政编码010106，建于1923年，是呼准鄂铁路的起点，京包铁路、京包客运专线的中间站，并设有联络线连接瓜房子站。该站隶属中国铁路呼和浩特局集团，办理专用线、专用铁路货运业务，亦办理万吨列车补机作业，为五等车站。
本站设有6条到发线（含正线）、1条存车线和1条机待线，车站及相邻上下行区间均为电气化区段。车站设有通往呼和浩特铁通物流和三联化工的专用线。